# Un idiot la Paris
Un idiot la Paris (titlul original: în franceză Un idiot à Paris) este un film de comedie francez, realizat în 1967 de regizorul Serge Korber, după romanul omonim a scriitorului  René Fallet, protagoniști fiind actorii Dany Carrel, Jean Lefebvre, Bernard Blier și Robert Dalban.

## Conținut
Goubi, un naiv din micul sat Jaligny din Allier, visează să descopere Parisul și Turnul Eiffel. Într-o zi, după ce s-a îmbătat, se trezește la Paris unde a fost luat de doi grădinari din satul său, dar se pierde în marele oraș. La Les Halles, îl întâlnește din greșeală pe domnul Dessertine „împăratul cărnii”, proprietarul unei afaceri cu ridicata de carne, ca și el de la asistența publică, care îl ia sub aripa lui, și Juliette cunoscută drept „ Floarea”, o prostituată de care se îndrăgostește și care se îndrăgostește și ea de el...

## Distribuție
- Dany Carrel – Juliette, zisă „La Fleur” („Floarea”)
- Jean Lefebvre – Goubi, „prostu' satului”
- Bernard Blier – Léon Dessertine, șeful carmangeriei, numit „Regele cărnii”
- Robert Dalban – Patouilloux, primarul din Jaligny
- Bernadette Lafont – la Berthe Patouilloux, fiica primarului
- Paul Préboist – gardianul din parcul public
- Yves Robert – Marcel Pitou, evadatul
- André Pousse – Marcel, șoferul de taxi
- Jean Carmet – Ernest Grafouillères, transportorul de legume
- Fernand Berset – Jules Grafouillères, fratele lui Ernest
- Albert Rémy – Rabichon, birtaș
- Pierre Richard – un agent de poliție
- Micheline Luccioni – Lucienne, o prostituată
- Philippe Avron – François Flutiaux, studentul care vinde cărți
- Lucien Raimbourg – tata Catolle, patronul lui Goubi
- Jeanne Pérez – mama Catolle
- Paul Le Person – Jean-Marie Laprune, un sătean
- Hubert de Lapparent – comisarul Pingeon
- Serge Korber – trecătorul cu ochelari de soare / băiatul de la cafenea
- Dominique Zardi – un trecător
- René Fallet – militarul cu ochelari / le curé de Jaligny
- Robert Castel – un agent de poliție
- Jean-Claude Massoulier – un inspector
- Claude Evrard – un inspector
- Marc Arian – falsul orb
- André Badin – Grafouillères, măcelarul din hală
- Louis Bugette – gardianul din hală
- André Dalibert – un agent de poliție
- Serge Martina – îndrăgostitul de pe bancă
- Roger Riffard – un locuitor din Jaligny
- Gilbert Servien – Dudule, patronul bistroului
- Jean Minisini – un uriaș din hală

## Melodii din film
- Melodia de deschidere a filmului Les coeurs tendres, este scrisă și interpretată de Jacques Brel.